# مهندسی پزشکی بالینی
مهندسی پزشکی بالینی (به انگلیسی: Clinical engineering) از رشته‌های تخصصی شاخه مهندسی پزشکی است که مسئولیت پیاده‌سازی تکنولوژی پزشکی و بهینه‌سازی خدمات بهداشتی و درمانی دارد. نقش مهندسی پزشکی بالینی شامل آموزش و نظارت تکنسین تجهیزات پزشکی(biomedical equipment technicians BMETs)، همکاری با قانون گذاران و بازرسان بیمارستان‌های دولتی و دادن مشاورهٔ فنی برای دیگر کارکنان بیمارستان مانند پزشکان، مدیران، آی تی و…. مهندس پزشکی بالینی همچنین براساس تجربه‌های بالینی خود به تولیدکنندگان وسایل پزشکی در زمینه بهبود طراحی‌های آینده‌شان مشاوره می‌دهد درحالی که به عنوان ناظر بر پیشرفت قسمت‌های فنی بیمارستان‌ها، الگوهای خرید آن‌ها را با توجه به بخش تولید راهنمایی می‌کند.

توجه اصلی آن‌ها بر اجرای عملی تکنولوژی باعث شده که مهندسین این رشته بیشتر به سمت دوباره طراحی و پیکربندی دوباره گرایش پیداکنند. به عنوان «انقلابی» تحقیق و توسعه یا ایده‌های نابی که می‌توانند خود رابرای سال‌های متمادی با پزشکی بالینی وفق دهدند؛ در حال حاضر در این برهه زمانی، بیشتر تلاش‌ها برای گسترش تأثیر مهندسی پزشکی بالینی در مسیر زیست پزشکی نوین است. مهندس پزشکی بالینی در نقش‌های مختلف خود، ازآنجایی که به هردو دیدگاه (تولید و مصرف‌کننده) «در خط مقدم» نزدیک است و هم در ساخت و فرایند محصولات آموزش دیده است، به شکل یک «پل یا رابط» بین تولیدکننده‌های محصولات پزشکی و مصرف‌کنندگان نهایی است. بخش‌های مهندسی پزشکی بالینی بیمارستان‌های بزرگ گاهی اوقات نه تنها مهندسان زیست پزشکی را استخدام می‌کنند، بلکه از مهندسین صنعتی / سیستم برای تحقیق در عملیات‌ها، عوامل انسانی، تجزیه و تحلیل هزینه، ایمنی، و غیره کمک می‌گیرند.

## تاریخچه
در حالی ردپای این شاخه از مهندسی به به دههٔ ۱۹۴۰میلادی بازمی‌گردد، اصطلاح «مهندسی پزشکی بالینی» اولین بار در سال ۱۹۶۹ به صورت صریح و روشن در مقاله‌ای به وسیلهٔ (Landoll and Caceres) چاپ شد.
سزار ای. کاسرس (Cesar A. Caceres)، متخصص قلب و عروق، در واقع با به کا بردن اصطلاح «مهندسی پزشکی بالینی» به آن اعتبار بخشید بلکه به اعتبار رشتهٔ مادر یعنی «مهندسی پزشکی» نیز افزود. حدود سال ۱۹۴۸میلادی اولین گردهمایی مهندسی حرفه‌ای مدرن با تمرکز بر موضوع استفاده مهندسی در پزشکی و به منظور اتحاد علم مهندسی با پزشکی و زیست‌شناسی برگزار شد.

به‌طور کلی تاریخچهٔ ترسیم و طراحی ابزار مهندسی پزشکی رامیتوان در قرن‌ها پیش جستجوکرد؛ فعالیت‌های استفان هلز (Stephen Hales)در اوایل قرن هجدهم که منجر به اختراع دستگاه تهویه و کشف فشار خون شد، مثالی از استفاده تکنیک‌های مهندسی در پزشکی است.

تاریخ معاصر این رشته و ترتیب این رشته تا حدودی نامنظم و به هم ریخته‌است. دراوایل دهه هفتاد قرن نوزدهم، تصور می‌شد مهندسی بالینی رشته‌ای است که نیاز به تعداد بالایی افراد حرفه‌ای دارد. تخمین نیاز ایالت متحده آمریکا به مهندس بالینی حدود۵ تا۸ هزار مهندس، به عبارتی پنج تا ده مهندس برای جمعیت ۲۵۰٬۰۰۰ نفری، یا بابت هر ۲۵۰ تخت بیمارستان یک مهندس پزشکی بالینی است.

تاریخچه چگونگی روند مجوز وگواهینامه‌های این رشته نیز تا حدودی مبهم است. کمیسیون صادرکننده گواهینامه بین لمللی برای مهندسی بالینی (آی‌سی‌سی) تحت حمایت انجمن پیشرفت ابزار دقیق پزشکی (ای‌ای‌ام‌آی) در اوایل سال ۱۹۷۰ جهت ارائه مدرک رسمی برای مهندسین بالینی شکل گرفت. برنامه صدور گواهینامه‌های مشابه توسط موسسات دانشگاهی با ارائه درجه فوق لیسانس در رشته مهندسی بالینی به عنوان هیئت مدیره مهندسی بالینی آمریکا (آی‌بی‌سی‌ای) تشکیل شد. در سال ۱۹۷۹آی‌بی‌سی‌ای به صورت توافقی منحل شد و دارندگان مدرک تحت این برنامه در برنامهٔ آی‌سی‌سی پذیرفته می‌شدند. تا سال ۱۹۹۸، تنها ۳۵۰ مهندس بالینی گواهینامه دریافت کردند. سرانجام، در سال ۱۹۹۹ پس از مشورت‌های طولانی و بررسی وتجزیه‌وتحلیل آمار نظرسنجی سال ۱۹۹۸ نشان داد که بازاری برای برنامهٔ صدور این گواهینامه وجود ندارد بنابراین مؤسسهٔ آی‌سی‌سی تعلیق شد و از ژوئیه ۱۹۹۹ هیچ درخواست پذیرشی را قبول نکرد.

برنامه اهدای گواهینامه مهندسی بالینی(Clinical Engineering Certification)(CCE)کنونی از سال ۲۰۰۲میلادی تحت حمایت کالج مهندسی پزشکی ایالت متحده‌آمریکا (ای‌سی‌سی‌ایی) است و ای‌سی‌سی‌ایی تحت نظر بنیاد فناوری بهداشت و درمان می‌باشد. سال ۲۰۰۴میلادی، در حقیقت اولین سالی بود که روند اهدای مدرک رسمی در جریان بود و به ۱۱۲نفر، گواهینامه بر اساس صدور گواهینامه کنگره قبلی (آی‌سی‌سی) اعطا شد و برای سه نفر گواهینامه‌های جدید صادر شد.
در زمان انتشار گزارش سالانه ۲۰۰۷–۲۰۰۶(AHTF)(ژوئن ۳۰سال۲۰۰۷)در مجموع ۱۴۷نفر در صفوف مهندسان دارای گواهینامه مهندسی پزشکی بالینی تحت نظر بنیاد فناوری بهداشت و درمان (اچ‌تی‌اف) هستند.
 نام جدید حرفه 

در ۲۸و۲۹ آوریل سال ۲۰۱۱ گروهی سی نفره از افراد تأثیرگذار در پزشکی گردهمایی در آرلینگتون، ویرجینیا، به منظور بررسی آینده رشته‌های مهندسی پزشکی/بالینی و تعمیر و نگهداری تجهیزات پزشکی و انتخاب نام مناسب برای این حرفه تشکیل دادند. هزینهٔ این گردهمایی بو وسیلهٔ انجمن پیشرفت ابزار دقیق پزشکی
(Association for the Advancement of Medical Instrumentation) (AAMI)پرداخت شد. مؤسسه ای‌ای‌ام‌آیدر این گردهمایی از جمله شرکت کنندگان بود ولی دخالت سلطه جویانه در روند کارها نداشت. پس از دو روز خسته‌کننده سرانجام با در نظرگرفتن همه عوامل بهترین عنوان انتخاب شد- "مدیریت تکنولوژی بهداشت و درمان"-. با توجه به این که رشته‌های باقی‌مانده مهندسی پزشکی بالینی و مهندسی فناوری بالینی و تعدادی رشته دیگر بودند بحثی در حیطه این که در انتها باید اسمی به عنوان پشتیبان، خدمات یا مدیریت وجود داشته باشد؛ همهٔ افراد حاضر در جلسه از عنوان "مدیریت تکنولوژی بهداشت و درمان"پشتیبانی کردند.

انتخاب نام جدید موجب درک بهتر مردم و کارکنان بخش بهداشتی ودرمانی از این شاخه تحصیلی، همچنین این عنوان بر خلاف نام "مهندسی" که چه از نظر مدیریتی و چه از نظر آموزشی به نوعی محدودکننده بود، واژه مدیریت اجازهٔ گسترش رشته در آینده را فراهم می‌کند. به این معنی که کالج هرگز رشته مرتبط را "مهندسی" نخواهد نامید و به این ترتیب نام "بالینی"، قابل فهم شد با وجود اصطلاحات "پشتیبانی" و "خدمات" این حرفه را از شکل حاشیه‌ای و منفعل به نقش مدیریتی و دامنه کاری را از محدوده داخل بیمارستان به فضای خارج بیمارستان تغییر داد.

## تعریف
مهندسی بالینیدر ای‌سی‌سی‌ایی به عنوان «حرفه‌ای که با استفاده از مهارت‌های مهندسی و مدیریتی خود در زمینه بهداشت و درمان برای پشتیبانی و پیشرفت مراقبت از بیمار فعالیت می‌کند.»
این تعریف برای اولین بار توسط هیئت مدیرهای‌سی‌سی‌ایی در تاریخ ۱۳مه۱۹۹۱ به تصویب رسید. مهندسی بالینی از طرف جامعه مهندسی پزشکی(BMES)-سازمان حرفه‌ای مهم برای مهندسی پزشکی-به عنوان یک شعبه در داخل مهندسی پزشکی به رسمیت شناخته شده‌است.

حداقل دو موضوع در تعریف ای‌سی‌سی‌ایی موجب سردرگمی می‌شوند. اول این که در گستره تعریف «مهندسی بالینی» به آسانی مشهود نیست بلکه تنها زیر مجموعه‌ای «مهندسی پزشکی» مشخص است. در بسیاری از مواقع این در عبارت به‌جای یکدیگر استفاده می‌شوند. بعضی بیمارستان‌ها بخش مربوطه را «مهندسی بالینی» می‌نامند در حالی که سایر بیمارستان‌ها از آن با عنوان بخش «مهندسی پزشکی» یاد می‌کنند.

در واقع همان‌طور که در بالا اشاره شد تکنسین‌های این رشته با صرف نظر از بخشی که در آن فعالیت می‌کنند به‌طور کلی «تکنسین تجهیزات پزشکی» نامیده می‌شوند. با این حال، واژه «مهندس پزشکی» مفهوم جامع تری دارد و در بردارنده دیگر جوانب از جمله مهندسین طراح لوازم پزشکی برای تولیدکنندگان، تحقیق و توسعه اصلی یا امور دانشگاهی (از آنجایی که به‌طور کلی کار مهندس پزشکی بالینی در بیمارستان حل مسائل از نزدیک است و به تجهیزات حاضر بر محیط برای مراقبت از بیمار دسترسی دارد) مهندسین بالینی در برخی از کشورها مانند هند در حال آموزش برای نوآوری و یافتن راه حل تکنولوژیکی برای نیازهای بالینی‌اند.

## آینده
مدیریت بهداشت و درمان فناوری به‌طور فزاینده‌ای در حال پیچیده‌تر شدن است. عوامل فعال و فرصت‌های این رشته در مجله IEEE EMBS چاپ سال ۲۰۰۳ بررسی شده‌است.

## پیش نیازها
شخص واجد شرایط برای صدور گواهینامه در رشته مهندسی بالینی (سی‌سی‌ایی) بایستی حرفه‌ای متناسب یا مدرک معتبر (صورت امکان مدرک معتبر مهندسی-فنی)، تجربهٔ حرفه‌ای مرتبط داشته باشند و در امتحان قبول شوند. امتحان گواهینامه مهندسی بالینی شامل امتحان کتبی با حداکثر ۱۵۰سؤال چند گزینه‌ای که در مدت سه ساعته برگزارمی‌شود و امتحان جداگانه شفاهی است.